# Carollia subrufa
Carollia subrufa es una especie de murciélago de la familia Phyllostomidae.

## Distribución geográfica
Se encuentra en El Salvador, Guatemala, Honduras, México y Nicaragua.